# Standbeeld van Johan de Witt
Het standbeeld van Johan de Witt is een 20e-eeuws gedenkteken op de Plaats in Den Haag, ter nagedachtenis aan raadpensionaris Johan de Witt. Het is gemaakt door Frederik Engel Jeltsema.

## Achtergrond
Johan (Jan) de Witt (Dordrecht, 1625 – Den Haag 1672), heer van Zuid- en Noord-Linschoten, Snelrewaard, Hekendorp en IJsselvere, was tijdens het Eerste Stadhouderloze Tijdperk negentien jaar lang raadpensionaris van het graafschap Holland en daarmee de belangrijkste politicus van de Republiek der Zeven Verenigde Nederlanden. Op 20 augustus 1672 werden De Witt en zijn broer Cornelis vermoord.
Nadat in 1902 een comité werd samengesteld om een monument voor stadhouder Willem III op te richten, gingen er geregeld stemmen op om voor Johan de Witt een standbeeld op te richten. Het duurde nog tot 1913 voor er een comité werd gevormd, onder het voorzitterschap van oud-minister Jacob Theodoor Cremer, dat zich wilde inzetten voor de oprichting van een standbeeld in Den Haag. In dezelfde periode werd er een comité gevormd dat een monument voor de gebroeders De Witt in Dordrecht wilde oprichten. Voorzitter van dat comité was baron Sweerts de Landas Wyborgh, commissaris van de koningin. Beide comités besloten te gaan samenwerken. Giften die zonder nadere bestemming binnenkwamen, zouden gelijkelijk tussen de comités worden verdeeld. Koningin-moeder Emma gaf een bijdrage aan beide comités.
In mei 1914 werd door het Haagse comité besloten de opdracht te gunnen aan beeldhouwer Fré Jeltsema. Het ongeveer duizend kilo zware beeld was in het najaar van 1916 klaar en werd het jaar erop bij de Fonderie Nationale des Bronzes te Sint-Gillis in brons gegoten. Het ijzerwerk is van de firma Braat uit Delft en het voetstuk en terras zijn vervaardigd door de Amsterdamsche Steenhouwerij. Er wordt wel aangenomen dat De Witt met zijn rechterhand naar de plaats wijst waar hij werd vermoord. Mogelijk doelde de beeldhouwer echter op de gebeurtenissen rond de vrede van Breda in 1667, de pose van de hand met gestrekte wijs- en middelvinger lijkt te verwijzen naar een eedaflegging. Het wordt in de media in die tijd aangeduid als een "forsch betoogend gebaar".
Op woensdag 12 juni 1918 verzamelden de genodigden, onder wie koningin Wilhelmina en prins Hendrik, zich op de Plaats in Den Haag. J.T. Cremer hield, als voorzitter van het oprichtingscomité, een rede, waarna voorzitter van de ministerraad (premier) Pieter Cort van der Linden het beeld onthulde. Vervolgens werd het beeld overgedragen aan de gemeente, waarvoor burgemeester Herman van Karnebeek een dankwoord uitsprak. Aansluitend vond een bijeenkomst bij de Pulchri Studio plaats, waarbij koningin-moeder Emma aanwezig was. Het standbeeld van de gebroeders De Witt in Dordrecht, van de hand van Toon Dupuis, werd op 20 augustus 1918 onthuld.

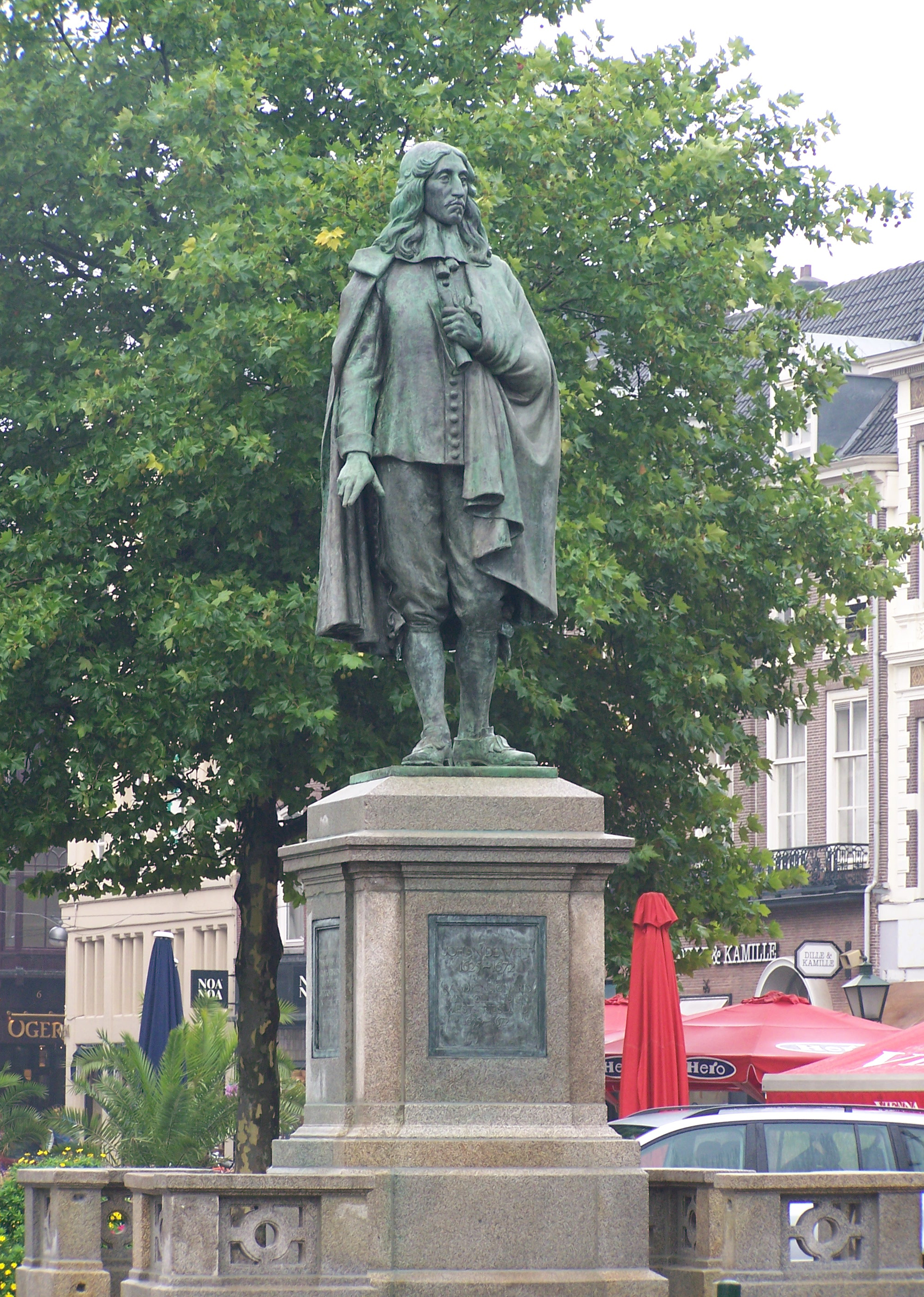
Het beeld met de sokkel

## Beschrijving

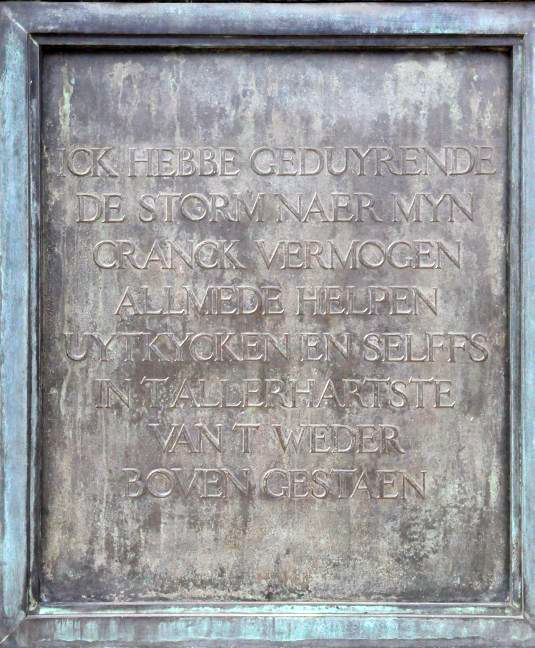
Citaat uit een brief van Johan de Witt op een van de plaquettes van zijn standbeeld in Den Haag.

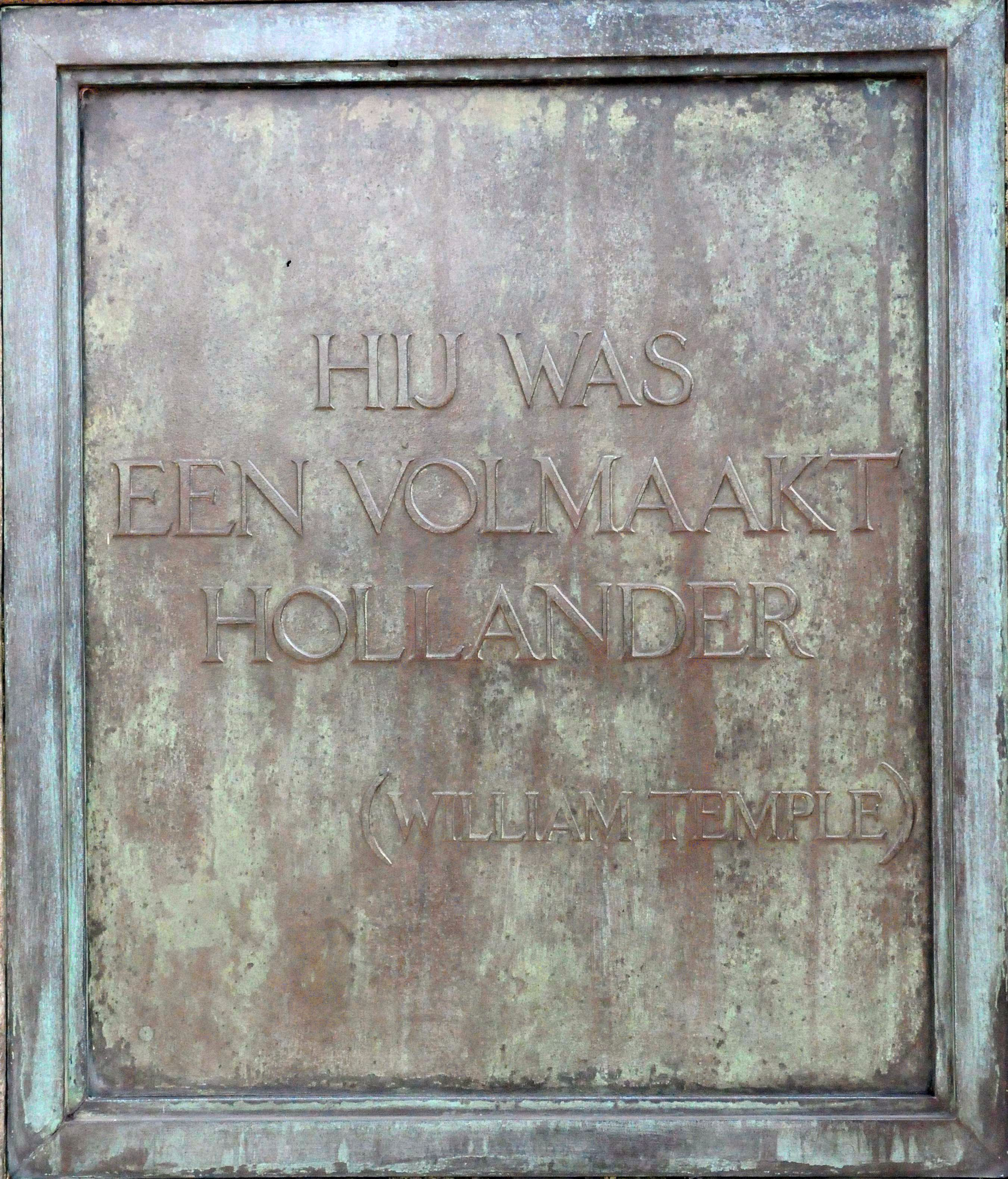
Citaat van de Britse diplomaat William Temple op een van de plaquettes van het standbeeld van Johan de Witt in Den Haag.

Het 3,4 meter hoge bronzen standbeeld toont De Witt ten voeten uit, gekleed in 17e-eeuwse kledij met een kalot en omhangen met een mantel. Met zijn linkerhand houdt hij een papierrol tegen zijn borst.
De sokkel heeft een hoogte van 2,80 meter, een breedte van 2,10 meter en is van fijn gestokt Beiers graniet. Op elke zijde is een bronzen plaquette met opschrift geplaatst:
De voorkant:

JOHAN DE WITT 1625-1672 RAADPENSIONARIS VAN HOLLAND EN WEST-FRIESLAND 1653-1672

Linkerkant (De tekst verwijst naar een brief van Johan de Witt, die hij in 1665 schreef na zijn bezoek met de vloot dat jaar aan het Noorse Bergen.):

ICK HEBBE GEDUYRENDE DE STORM NAER MYN CRANCK VERMOGEN ALLMEDE HELPEN UYTKYCKEN EN SELFFS IN T ALLERHARTSTE VAN T WEDER BOVEN GESTAEN

Achterkant:

LEIDER EN DIENAAR VAN DE REPUBLIEK, VORMER HARER MACHTIGSTE VLOTEN, VERDEDIGER DER VRIJE ZEE, VERZORGER VAN S LANDS GELDEN, WISKUNDIGE

Rechterkant:

HIJ WAS EEN VOLMAAKT HOLLANDER
(WILLIAM TEMPLE)

## Waardering
Het gedenkteken werd in 1967 als rijksmonument in het Monumentenregister opgenomen. Het is "van algemeen belang wegens oudheidkundige en kunsthistorische waarde".